# Роса
Роса̀та е вид атмосферен валеж, образуващ се на повърхността на земята, растенията и други предмети. Когато повърхността на изложената повърхност се охлади вследствие на топлинната радиация, като резултат се получава кондензация на повърхността и капчици влага.

## Получаване на роса в природата
Росата и сланата са малки, често слети помежду си капчици, с температура съответно над или под 0 °C. Образуват се нощем и предимно по повърхността на хоризонтални предмети. Слабият ветрец, който донася нов и по-влажен въздух, спомага за образуването на повече роса или съответно слана.
Най-много роса пада в началото на есента, когато нощите се удължават, почвата изстива силно, а въздухът е още топъл. В ниските места роса или слана се образува по-често, в сравнение с по-високите места.
В пустинните райони росата е важен източник на влага за растителността. Достатъчно силно охлаждане на ниските слоеве на въздуха се извършва, когато след залеза на слънцето повърхността на земята се охлажда вследствие на топлинното излъчване на земната повърхност. Благоприятни условия за това са чистото безоблачно небе и покритието на повърхността, което лесно отдава топлината, като например тревно покритие. Особено силно се образува роса в тропическите региони, където въздухът в приземните слоеве съдържа много водна пара.

## Други
На росата са наречени улиците „Роса“ в квартал „Горубляне“ (Карта) и „Росна“ в квартал „Овча купел“ (Карта) в София.